# Joscha Oetz

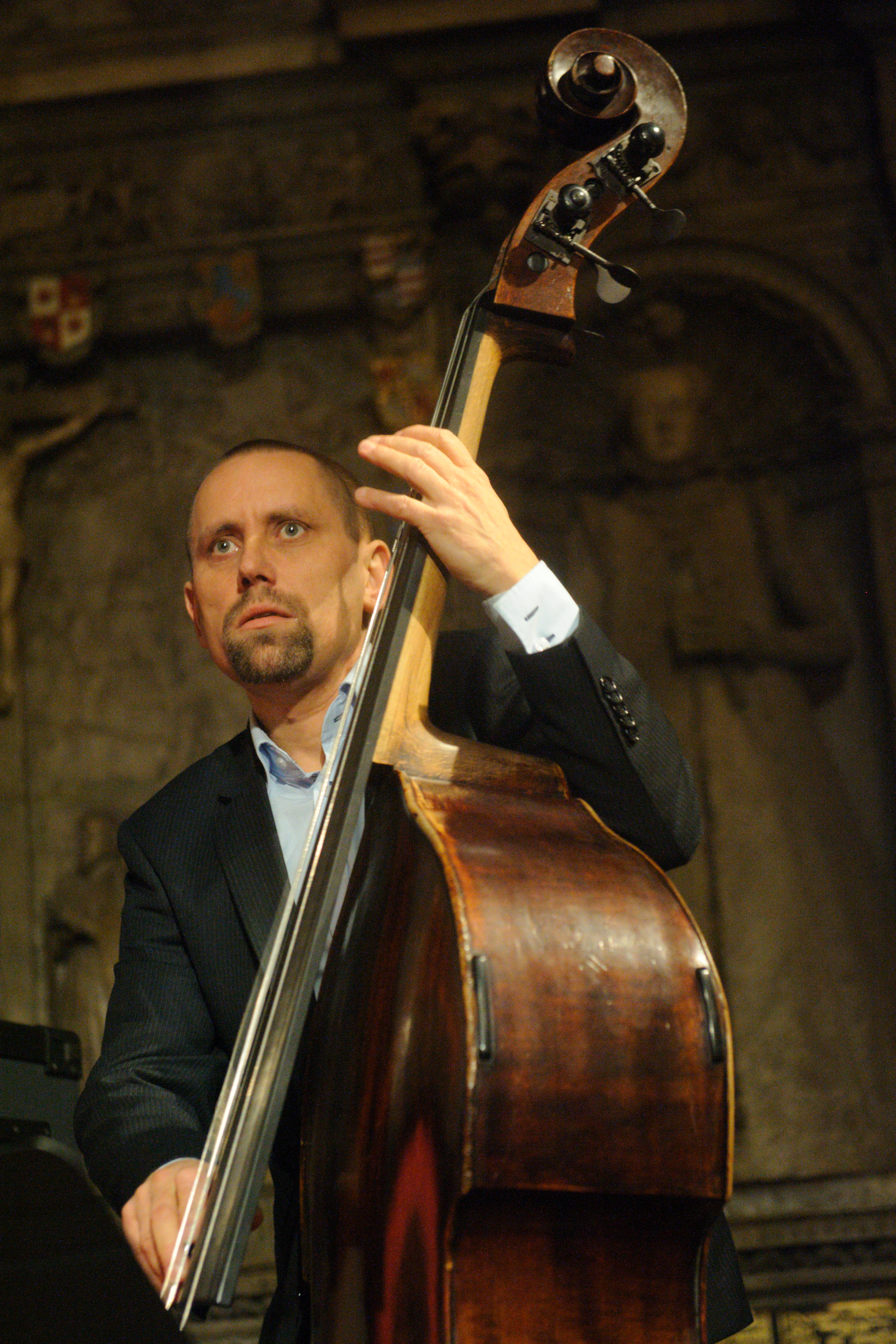
Joscha Oetz (mit seinem Quintett in der Stadtkirche Darmstadt 2015)

Joscha Oetz (* 1971 in Köln) ist ein deutscher Jazzmusiker (Kontrabass, E-Bass, Sampling) und Komponist. Seit Herbst 2020 leitet er die Offene Jazz Haus Schule.

## Leben und Wirken
Oetz, der seit den 1990er Jahren in der Kölner Musikszene in Bandprojekten wie The Streetfighters um Bruno Leicht und Zabriskie Point um Rupert Stamm aktiv ist, studierte bei Dieter Manderscheid und Bill Dobbins an der Hochschule für Musik Köln. 2000 erhielt er ein DAAD-Stipendium zum Studium bei Bertram Turetzky und George Lewis an der University of California, San Diego. Er spielte dort in dem Experimentier-Ensemble Trummerflora Collective und im Cross Border Trio um den Saxophonisten Jason Robinson. Nach seinem Debütalbum The Loonators  legte er 2002 das Livealbum Vieles Ist Eins vor; es enthält Konzertmitschnitte von 1998 bis 2001, bei denen Oetz als Solist und in Duobesetzungen mit Greg Stuart, Andreas Wagner und Barre Phillips spielte.
Ab 2003 lebte Oetz in Lima, wo er mit eigenen Bandprojekten 2 CDs aufnahm und auftrat, als Sideman mit Künstlern wie Susana Baca, Cecilia Bracamonte oder dem Trompeter Gabriel Alegria arbeitete und u. a. an der Pontificia Universidad Católica del Perú unterrichtete. Nach seiner Rückkehr nach Köln 2011 arbeitete er im Projekt „3 im roten Kreis“, einem Trio mit Reiner Witzel und Christian Scheuber (Schlagzeug), das sich der Filmästhetik der 1960er Jahre widmete, mit Frederik Kösters Verwandlung (mit Sebastian Sternal und Jonas Burgwinkel), außerdem Norbert Steins Pata on the Cadillac, dem Clemens Orth Trio, dem Kontrabass-Ensemble Manderscheid/Gramss/Oetz/Landfermann, mit dem Trompeter Ryan Carniaux und vielen mehr. In seinem Projekt Perfektomat, das die komplexen Überlagerungen von afro-peruanischen Rhythmen wie dem Landó oder dem Festejo in eine zeitgenössische Improvisationsmusik übersetzt, arbeitete er mit der Perkussionistin Laura Robles und zunächst Niels Klein, Simon Nabatov und Bodek Janke, aber auch mit dem Rapper Kurt Tallert alias Retrogott.
Seit 2020 leitet Oetz die Offene Jazz Haus Schule.

## Diskographische Hinweise
- The Loonators (2000), mit Niels Klein, Nils Tegen und Christian Thomé
- Vieles ist eins (Accretions Records, 2002), mit Barre Phillips, Andreas Wagner und Greg Stuart[4]
- Urbanico (Cernicalo Records, 2007), mit Laura Robles, Diego Salvador, Noel Marambio, Abel Garcia, Juan Daniel Pastor, Rafael Miranda und Gonzalo Polar
- Independencia (Round Whirled Records, 2010), mit Niels Klein, Nils Tegen, Laura Robles, Diego Salvador, Steve Cournane, Pedro Mo, Miguel Idelfonso
- Perfektomat (Klaeng Records, 2014), mit Niels Klein, Simon Nabotov, Laura Robles, Bodek Janke[5]
- Urban Cycles (Klaeng Records, 2017), Theresia Philipp, Niels Klein, Leonhard Huhn, Elisabeth Coudoux, Laura Robles, Zuzana Leharová, Nils Tegen, Danny Schröteler
- Witzel/Beirach/Scheuber/Oetz live (Jazzsick Records 2020)
- Joscha Oetz’ Perfektomat und der Retrogott: Zeit hat uns (ENTBS, 2023)